# Кальдалоунс, Сигвальди
Сигвальди Кальдалоунс (исл. Sigvaldi Kaldalóns, имя при рождении — Сигвальди Стефаунссон, Sigvaldi Stefánsson; 13 января 1881, Рейкьявик, Исландия — 28 июля 1946, Рейкьявик) — исландский композитор и врач.

## Жизнь и творчество
Сигвальди родился 13 января 1881 года в Рейкьявике и являлся самым старшим ребёнком в семье каменщика и акушерки. У него было трое братьев, в том числе исландский оперный певец (тенор) Эггерт Стефаунссон (Eggert Stefánsson; 1890—1962), явивший прототипам главного героя в романе «Брехкукотская летопись» известного исландского писателя Халлдора Лакснесса. В 1908 году Сигвальди закончил Медицинскую школу, которая в 1911 году послужила одной из основ Исландского университета. Он продолжил свое образование в Копенгагене, где он окончил аспирантуру, и познакомился с датской и европейской музыкой, а также встретил свою будущую жену, медсестру Карен Маргрете Менгель Томсен.
Вернувшись в Исландию, Сигвальди жил с женой с 1910 по 1921 год на ферме Аурмули (Ármúli) недалеко от фьорда Кальдалоун в Вестфирдире, где он работал местным врачом. В это время он начал писать музыку, особенно к песням жанра Lied. Его брат Эггерт Стефаунссон, который закончил певческое, музыкальное образование за рубежом, признал талант Сигвальди во время визита к нему и призвал его продолжать писать музыку. В 1913 году братья провели в городе Исафьордюре первые публичные песенные концерты с музыкой Сигвальди. В честь фьорда Кальдалоун, рядом с которым жил, в 1916 году взял фамилию Кальдалоунс. Одной из самых известных его работ является песня «Á Sprengisandi», сочинённая поэтом Гримуром Томсеном в августе 1861 года и положенная на музыку Сигвальди в 1913 году. Она стала народной песней в Исландии. Другими известными песнями, музыку к которым написал Сигвальди Калдалон, являются «Suðurnesjamenn» и «Ísland ögrum skorið».
Он так никогда полностью и не оправился от брюшного тифа, которым он заболел во время аномально холодной зимы в 1917 году. Сигвальди продолжал работать врачом в разных районах Исландии, с 1929 года в городе Гриндавике, пока не перебрался в Рейкьявик в 1945 году, где и умер в 1946 году.
Памятник Сигвальди Кальдалоунсу стоит в городе Гриндавик, где он жил и работал в течение 16 лет с 1929 по 1945 год.

## Избранные сочинения
- Á Sprengisandi;
- Söngvasafn Kaldalóns. Sigurður Þórðarson, Рейкьявик 1916.
- Söngvar Kaldalóns. Рейкьявик 1923–1938
- Ísland ögrum skorið;
- Suðurnesjamenn;
- Svanasöngur á heiði;
- Erla, góða Erla;
- Ave María;
- Draumur hjarðsveinsins,
- Þú eina hjartans yndið mitt og Ég lít í anda liðna tíð.